# 24ª Divisione fanteria "Pinerolo"
La 24ª Divisione fanteria "Pinerolo" fu una grande unità di fanteria del Regio Esercito durante la seconda guerra mondiale.

## Storia
La Brigata "Pinerolo" è stata costituita il 13 novembre 1821 sui reggimenti 1º e 2º, che dal 1839 hanno cambiato nome rispettivamente in 13º Reggimento fanteria "Pinerolo" e 14º Reggimento fanteria "Pinerolo".
In origine la Brigata è in vita dal 1815 col nome "Saluzzo", formata su due battaglioni, di cui uno era l'erede del Reggimento "Savoiardo" formato nel 1672. Sciolta come tutte le altre brigate nel 1871, la "Pinerolo" è stata ricostruita nel 1881 sempre sui reggimenti 13º e 14º.
Dopo la fine della prima guerra mondiale la Brigata "Pinerolo" venne trasferita in Abruzzo, nella città di Chieti.
Con la legge 11 marzo 1926 sull'ordinamento dell'Esercito Italiano si stabilisce anche l'abolizione dei nomi per le brigate, e così cambia nome in XXIV Brigata fanteria con all'interno anche il 225º Reggimento "Arezzo". Così la brigata e il 18º Reggimento artiglieria passano sotto il comando della 24ª Divisione territoriale di Chieti. Questa unità modifica il proprio nome nel 1934 in 24ª Divisione fanteria "Gran Sasso", nome che viene esteso anche alla brigata.
Nel 1935 la Divisione "Gran Sasso" venne inviata in Colonia eritrea, dove prese parte alla guerra d'Etiopia alle dipendenze della II Corpo d'armata del generale Pietro Maravigna. La grande unità operò nel Tigrai e tra il 29 febbraio ed il 3 marzo 1936 prese parte alla battaglia dello Scirè.
Nel 1939, assieme ai reggimenti fanteria 13º e 14º e a 18º artiglieria, si forma la 24ª Divisione fanteria "Pinerolo", su base binaria.
Nel 1940 la "Pinerolo" dopo processo motorizzato transforma il suo nome in 24ª Divisione fanteria motorizzata "Pinerolo" viene inquadrata nel I Corpo d'armata e schierato sull'arco alpino occidentale; durante la battaglia delle Alpi Occidentali la grande unità rimane in riserva nel settore Moncenisio-Bardonecchia.
La divisione viene inviata in Albania nel gennaio 1941 per rinforzare le posizioni italiane, minacciate dalla controffensiva greca. Il 18 gennaio la divisione era a Berat e si schierò in prima linea presso Këlcyrë. Nel mese successivo fu impegnata in scontri per la difesa di Tepelenë. Dal 29 gennaio al 12 febbraio l'unità fu impegnata ininterrottamente in combattimenti nella zona di Bubesi. La divisione prese parte all'offensiva di primavera del 9 marzo: nonostante il terreno difficile e la forte presenza nemica, la divisione raggiunse l'obiettivo assegnatole con occupando la regione del Cresciovs. L'8 aprile l'unità ricevette l'ordine di prendere parte alle operazioni contro Ocrida, in Macedonia, durante l'invasione tedesca della Jugoslavia.
Nel giugno 1941 la divisione fu trasferita a Larissa, in Tessaglia, come forza di occupazione e per debellare la resistenza greca. Il 16 febbraio del 1943 un attacco partigiano contro un convoglio italiano provocò la morte di nove militi, l'unità sotto il comando del generale  Cesare Benelli si rese colpevole della strage di Domenikon, nella quale furono fucilati per rappresaglia 150 civili.
L'attività antipartigiana continuò fino all'armistizio di Cassibile dell'8 settembre 1943. Nella confusione degli alti comandi, la "Pinerolo" fu l'unica divisione italiana di stanza sulla Grecia continentale a rifiutare di consegnare le armi ai tedeschi. Mentre le divisioni "Piemonte", "Forli", "Modena" e "Casale" si arrendevano, la "Pinerolo" difese Larissa dagli attacchi tedeschi, per poi ritirarsi sulla catena montuosa del Pindo, dove l'11 settembre 1943, a Pertula, si aggregò all'Esercito popolare greco di liberazione nella lotta contro i nazisti, non senza diffidenze. I partigiani greci disarmarono i militari italiani e li internarono in campi, pochi riuscirono a guadagnarsi la fiducia degli antifascisti greci, partecipando attivamente nella resistenza. Uno di questi ultimi fu il capitano Alfonso Volpi, che si era aggregato ai combattenti della ‘’Pinerolo’’ dopo l’armistizio, e morì da eroe appena un mese dopo, perciò venendo insignito della medaglia d’oro al valore militare. I reduci dell'unità furono rimpatriati nel 1945.
Nel dopoguerra, l'Esercito italiano ricostituì la Divisione fanteria "Pinerolo" il 15 aprile 1952. Il 1º settembre 1962, nell'ambito del riordino della forza armata, venne ridotta a brigata, tuttora attiva come Brigata meccanizzata "Pinerolo".

## Ordine di battaglia
1941-42

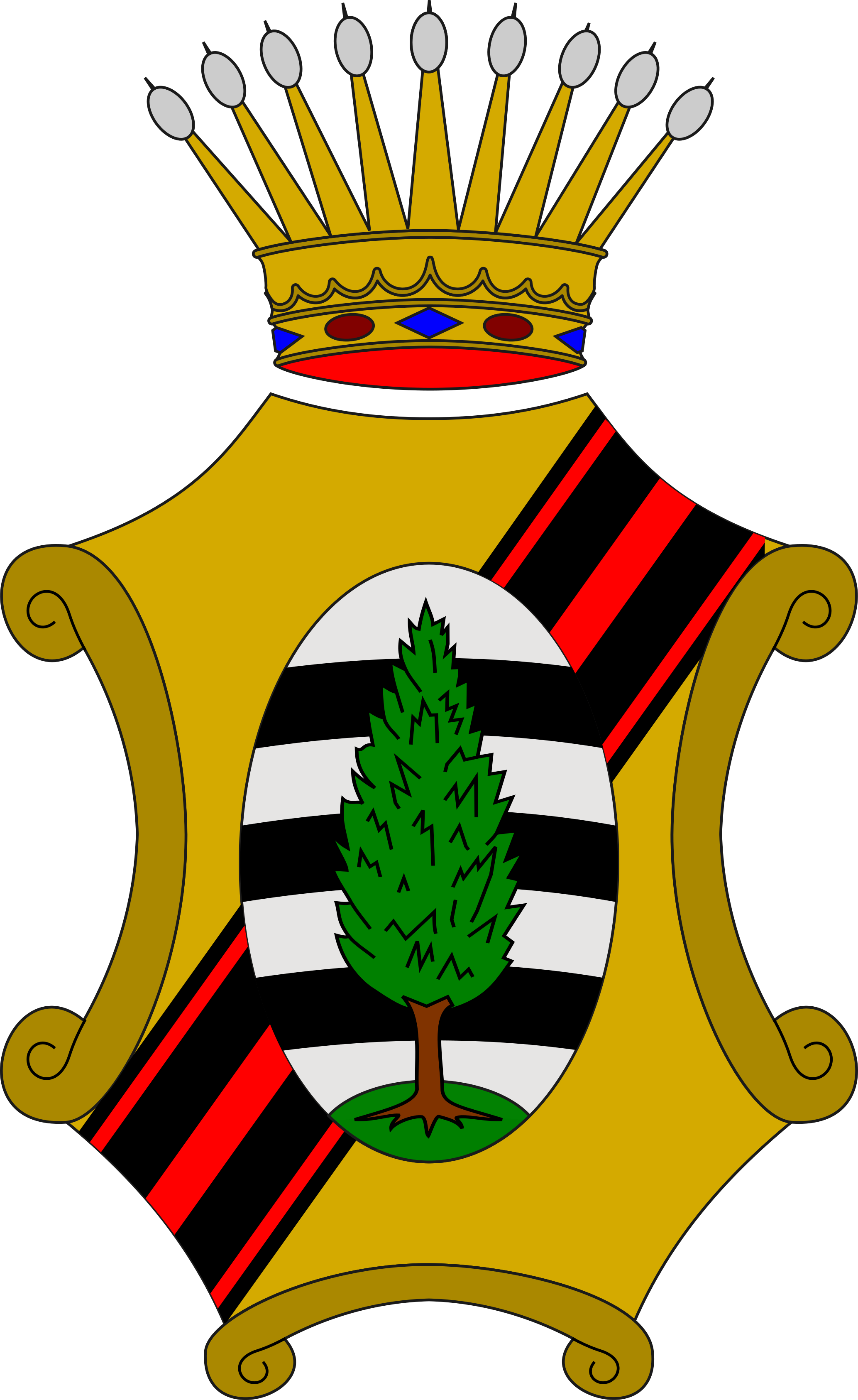
Stemma araldico del 14° Rgt.fanteria "Pinerolo", 1939

- Capo di stato maggiore: magg. - Guido Perrone
- Comando della fant. divisionale - gen. b. Guglielmo Morgari dal 15 luglio 1942 e gen. b. Giovanni Del Giudice dal 12 agosto 1942
- 13º Reggimento fanteria "Pinerolo" - col. Dante Ferrara
- 14º Reggimento fanteria "Pinerolo" - col. Giuseppe Barone
- 313º Reggimento fanteria "Pinerolo" - col. Renato Comanducci
- 136ª Legione CC.NN. d'Assalto "Tre Monti" - cons. Ruggero
  - CXXX Battaglione CC.NN. d'Assalto "L'Aquila"
  - CXXXVI Battaglione CC.NN. d'Assalto "Chieti"
  - 130ª Compagnia CC.NN. Mitraglieri
- XXIV Battaglione mortai divisionale da 81 mm
- 24ª Compagnia cannoni controcarro da 47/32
- 18º Reggimento artiglieria "Gran Sasso" - col. Roberto Nasi
- 61ª Compagnia genio artieri
- 24ª Compagnia genio telegrafisti e radiotelegrafisti
- 63ª Sezione genio fotoelettricisti
- Servizi divisionali

1943
- Capo di stato maggiore
- 13º Reggimento fanteria "Pinerolo"
- 14º Reggimento fanteria "Pinerolo"
- 313º Reggimento fanteria "Pinerolo"
- 136ª Legione CC.NN. d'Assalto "Tre Monti"
- 17º Compagnia autotransporti motorizzato
- 4º Compagnia ambulanza automotoriazzata
- 18º Reggimento artiglieria "Gran Sasso"
- III Battaglione mitraglieri
- XXIV Battaglione mortai divisionale da 81 mm
- 24ª Compagnia cannoni controcarro da 47/32
- 6º Reggimento "Lancieri di Aosta"
- 7º Reggimento "Lancieri di Milano"
- Servizi divisionali

## Comandanti: 1939-1943
- Gen. D. Angelo Stirpe (1º settembre 1939 - 9 giugno 1940)
- Gen. D. Giuseppe De Stefanis (10 giugno 1940 - 14 agosto 1941)
- Gen. D. Licurgo Zannini (19 agosto - 17 ottobre 1941)
- Gen. D. Cesare Benelli (in sede vacante 18 ottobre 1941 - 15 aprile 1942) (16 aprile 1942 - 18 luglio 1943)
- Gen. D. Adolfo Infante (19 luglio 1943 - 1º giugno 1944)

## C.R.O.W.C.A.S.S.
I nomi dei seguenti 5 appartenenti alla divisione Pinerolo figurano nell'elenco CROWCASS compilato dagli Alleati anglo-americani (Central Registry of War Criminals and Security Suspects) (1947) delle persone ricercate dalla Grecia per crimini di guerra :
BENELLI Cesare - (C.R. File Number) 300174 - (Rank, Occupation, Unit, Place and Date of Crime) Lt. Col., "Pinerolo" Div., C.C. Larissa Andarea 41-43 - (Reason wanted) Murder  - (Wanted by) Grc.
DEL GIUDICE - 300613 - Col., Maj-Gen., Commander of the Pinerolo-Div., Town-Mayor of Kastoria, officer commanding Occupation Army, Kastoria, Nestorion, Argos, Orestikon (Grc.) 42-43 - Murder - Grc.
FESTI Antonio - 300249 - Major, Commanding a Bn., Blackshirts, Pinerolo-Div., Elassona Area, Domenika, Livadia, 1.10.42-16.2.43 - Murder - Grc.
INFANTE Adolfo - 305195 - Lt. Gen., Commander, "Pinerolo"-Div., Almiros, Thessaly (Grc.) 15.8.-18.8.43 - Misc. Crimes - Grc.
VALI Antonio - 305340 - Major, Commanding Officer, 120 Bn. of Blackshirts quartered at Elassona, Pinerolo Div., Elassona Area (Grc.) 42-43 - Misc. Crimes - Grc.